# Östlig ängstrupial
Östlig ängstrupial (Sturnella magna) är en fågel i familjen trupialer inom ordningen tättingar.

## Kännetecken
Östlig ängstrupial är en medelstor trupial, 19 och 26 cm lång med ett vingspann på mellan 35 och 40 cm och väger mellan 90 och 150 gram. Arten är utseendemässigt svår att skilja från västlig ängstrupial (Sturnella neglecta), men sången är mindre komplex.

## Utbredning och systematik
Östlig ängstrupial delas numera in i 14 underarter med följande utbredning:
- Sturnella magna hippocrepis – Kuba och Isla de la Juventud
- magna-gruppen
  - Sturnella magna magna – södra och östra Ontario till Quebec och södra till norra Texas och nordöstra Georgien
  - Sturnella magna argutula – sydöstra Kansas och Oklahoma till östra USA (North Carolina till Florida)
  - Sturnella magna hoopesi – södra Texas (Eagle Pass) till norra Coahuila, Nuevo León och norra Tamaulipas
  - Sturnella magna alticola – högländer från södra Mexiko (Guerrero, södra Puebla, Veracruz) till Costa Rica
  - Sturnella magna mexicana – karibiska sluttningen i sydöstra Mexiko (Veracruz och Tabasco i Chiapas)
  - Sturnella magna griscomi – sydöstra Mexiko (torra kustnära områden i norra Yucatán)
  - Sturnella magna inexpectata – tallsavanner i Belize, Petén i Guatemala, Honduras, Nicaragua
  - Sturnella magna subulata – stillahavssluttningen i Panama
  - Sturnella magna meridionalis – östra Anderna i Colombia Anderna i nordvästra Venezuela
  - Sturnella magna paralios – norra Colombia och savanner i västra Venezuela
  - Sturnella magna monticola – tepuis i södra Venezuela (Roraima)
  - Sturnella magna praticola – slätter i östra Colombia, södra Venezuela och norra Guyana
  - Sturnella magna quinta (inkluderas ofta i monticola[6]) – Surinam och nordöstra Amazonas i Brasilien

Tidigare inkluderades chihuahuaängstrupialen (S. lilianae) och vissa gör det fortfarande. Sedan 2022 urskiljs den dock som egen art, av tongivande International Ornithological Congress (IOC) och Clements et al.

## Levnadssätt
Arten söker främst föda på marken som består av olika småkryp men också till viss del larver och fröer. En hane parar sig vanligtvis med två honor. Det är endast honorna som ruvar äggen som brukar vara mellan två och sex stycken vilket tar 13–14 dygn. Matning av ungarna står huvudsakligen honan för även om hanen ibland hjälper till. Ungarna är flygga efter tio till tolv dagar och får klara sig själva efter ytterligare ca två veckor.

## Status och hot
Arten har ett stort utbredningsområde och en stor population på hela 37 miljoner vuxna individer. Fram till 2018 behandlades den som livskraftig (LC) av internationella naturvårdsunionen IUCN. Den minskar dock i relativt kraftigt antal i Nordamerika, varför den numera kategoriseras som nära hotad (NT). Notera dock att IUCN inkluderar chihuahuaängstrupialen i bedömningen.

## Bildgalleri

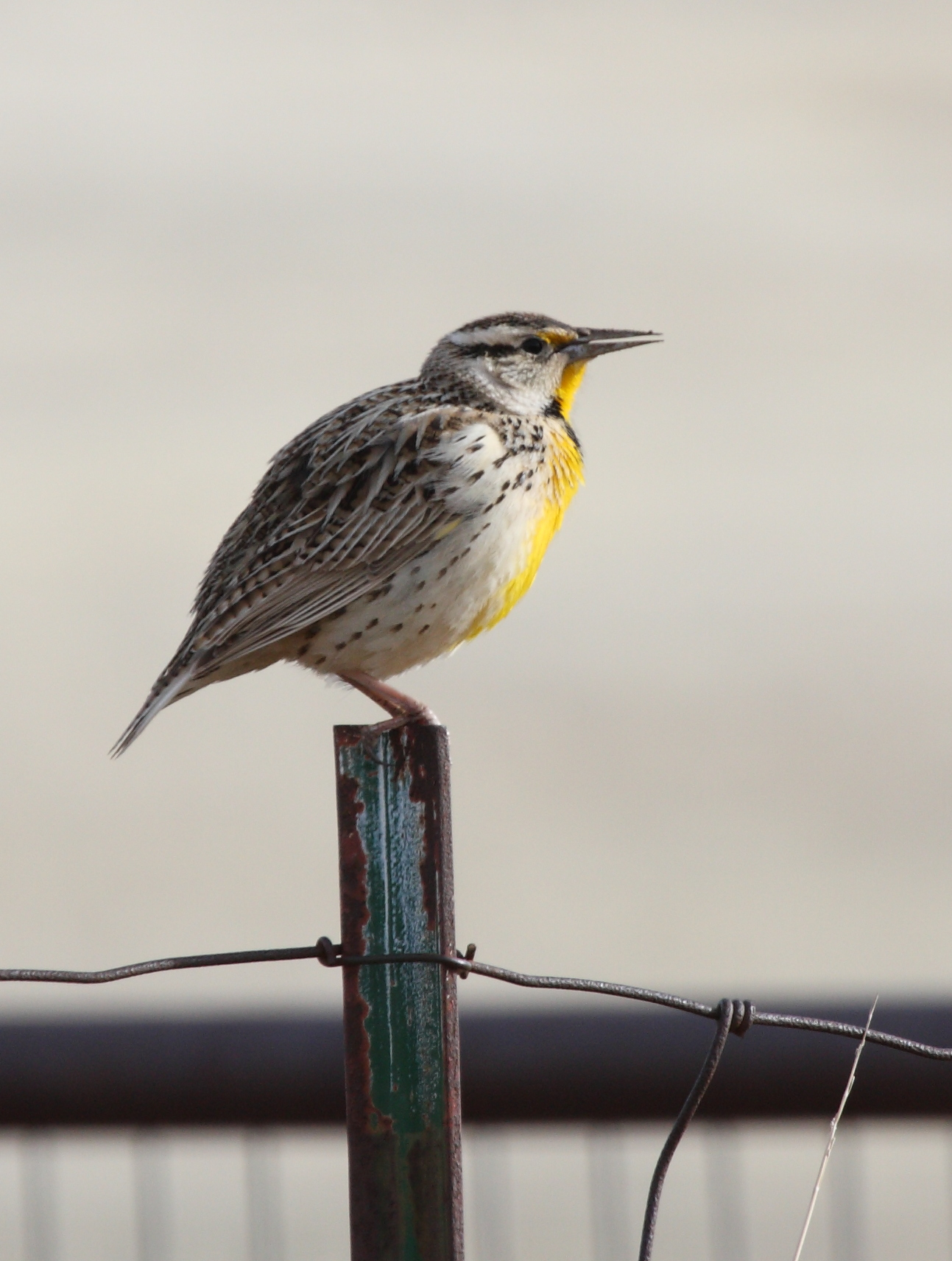
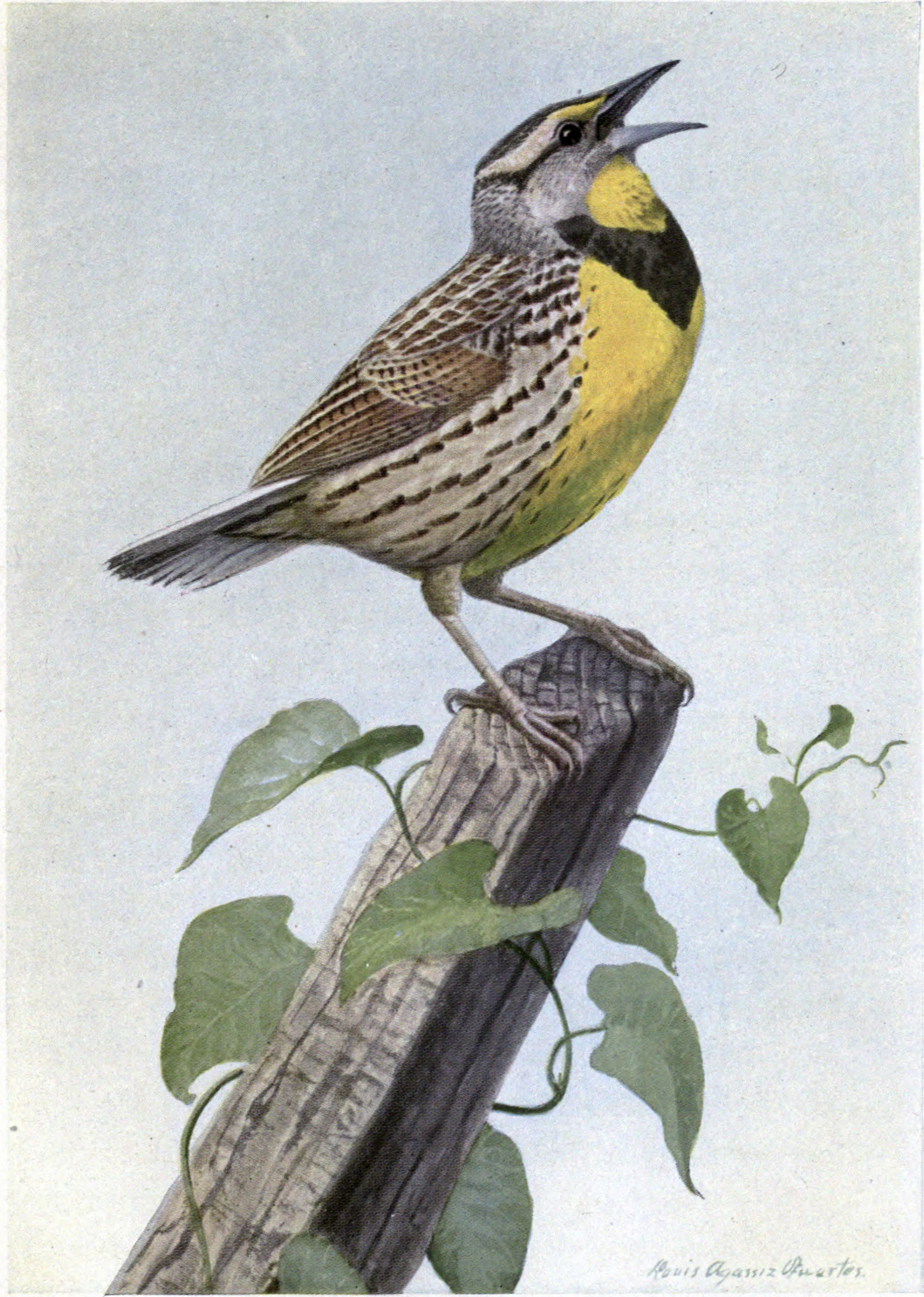
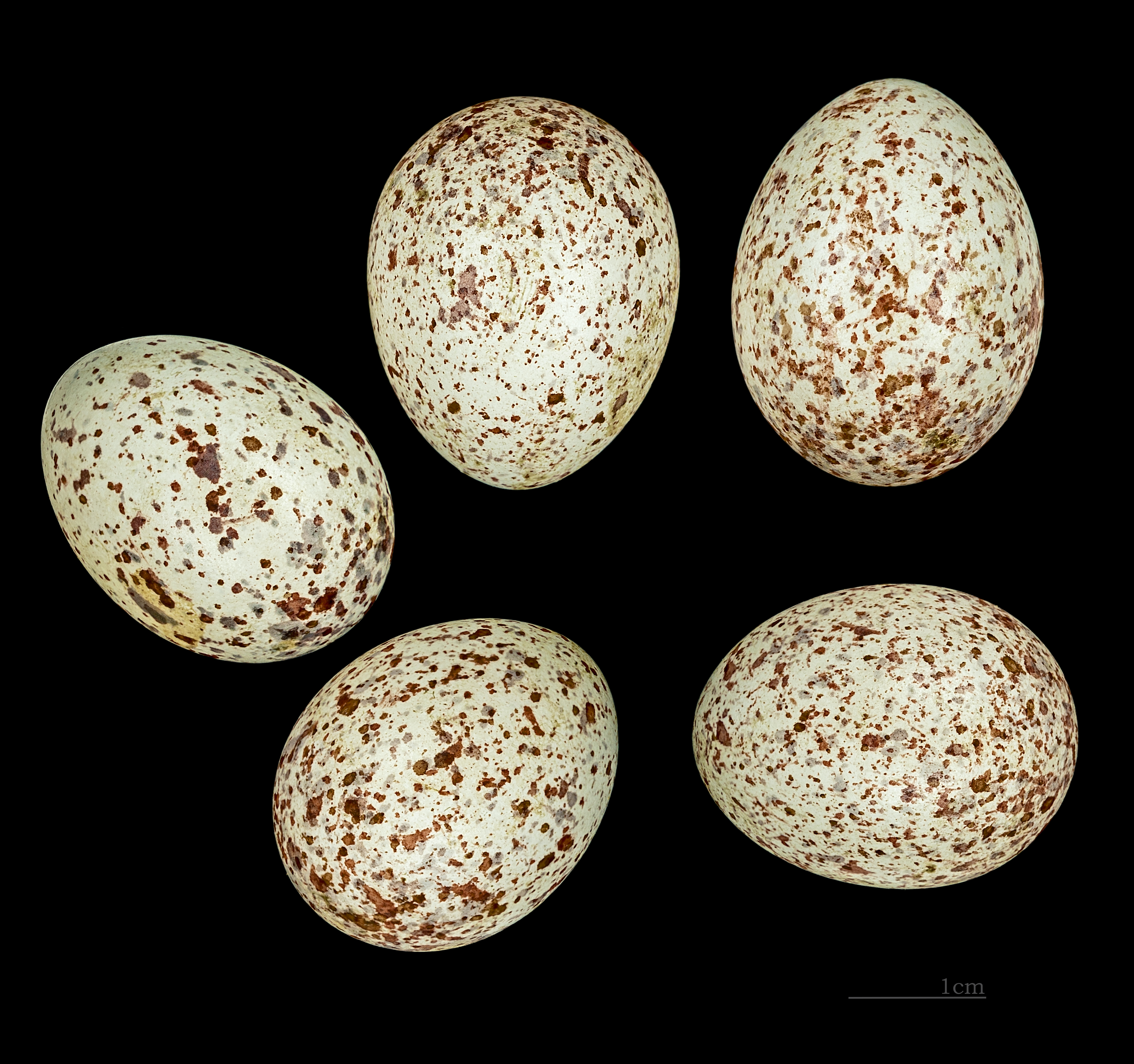
Sturnella magna